# Boris Carène
Boris Carène (* 7. Dezember 1985 in Pointe-Noire, Guadeloupe) ist ein französischer Radrennfahrer.
Zu seinen größten internationalen Erfolgen zählen die Gesamtsiege des Etappenrennens Tour de la Guadeloupe in den Jahren 2011, 2015 und 2018.

## Erfolge
2009
- eine Etappe und Mannschaftszeitfahren Tour de la Guadeloupe

2010
- Mannschaftszeitfahren Tour de la Guadeloupe

2011
- eine Etappe Tour de Martinique
- Gesamtwertung Tour de la Guadeloupe

2015
- Gesamtwertung und drei Etappen Tour de la Guadeloupe

2018
- Gesamtwertung und eine Etappe Tour de la Guadeloupe

## Teams
- 2014 Differdange-Losch (ab 20. August)
- 2015 Differdange-Losch (bis 17. April)